# Пам'ятник Миколі Гоголю (Харків)
Па́м'ятник Мико́лі Го́голю — бронзове погруддя-пам'ятник українському письменнику Миколі Гоголю, встановлений у 1909 році на Театральному майдані напроти Харківського академічного українського драматичного театру ім. Т. Шевченка. Один з найстарших пам'ятників Харкова. Скульптором є Борис Едуардс. Офіційна назва Пам'ятник письменнику М. В. Гоголю — об'єкт культурної спадщини національного значення (пам'ятка монументального мистецтва), охоронний номер 200013-Н.

## Історія

Пам'ятник

Задум спорудження пам'ятника Гоголю в Харкові виник давно. Відомо, що ще у 1881 році в Харкові проходив благодійний спектакль на користь спорудження пам'ятника М. В. Гоголю в Харкові. Але до реалізації пам'ятника приступили лише на початку ХХ століття. Проект виконав відомий одеський скульптор Б. В. Едуардс, він надіслав проект пам'ятника у Харківську міську управу восени 1904 року. Місцем установки передбачалась площа перед драматичним театром, погруддя мало бути виконане з бронзи а постамент — з граніту. Передбачалось витратити кошти до 4850 карбованців.

## Опис
Погруддя письменника у задумливій позі на чотиригранному сірому гранітному постаменті, який розширюється донизу, створений за типом погруддя Пушкіну. Гоголь тримає свої письменницькі записи в лівій руці, а в правій у нього знаходиться гусяче перо. У підніжжя пам'ятника на металічній планці — автограф Миколи Гоголя.

## Цікаві факти
- Під час Другої світової війни у пам'ятник влучила куля, яка пробила плече і руку скульптурі. При реставрації скверу на площі Поезії влітку 2009 року було вирішено залишити пошкодження пам'ятника недоторканими — для історії[4].